# Терм-документная матрица
Терм-документная матрица представляет собой математическую матрицу, описывающую частоту терминов, которые встречаются в коллекции документов. В терм-документной матрице строки соответствуют документам в коллекции, а столбцы соответствуют терминам. Существуют различные схемы для определения значения каждого элемента матрицы. Одной из таких является схема TF-IDF. Они полезны в области обработки естественного языка, особенно в методах латентно-семантического анализа.

## Общая концепция
При создании базы данных терминов, используемых в наборе документов, матрица терминов формируется как матрица инцидентности, строки которой соответствуют документам, а элементы строк - наличию соответствующих терминов в этих документах. Например, если есть два коротких документа:
- D1 = "Мне нравятся данные"
- D2 = "Мне не нравятся данные",

то соответствующая матрица терминов будет иметь вид:
|    | Мне | нравятся | не нравятся | данные |
| -- | --- | -------- | ----------- | ------ |
| D1 | 1   | 1        | 0           | 1      |
| D2 | 1   | 0        | 1           | 1      |

который показывает, какие термины содержатся в тех или иных документах, и сколько раз они встречаются. Такой подход аналогичен использованию матрицы инцидентности при анализе предложений, образующих корпус слов.